# Sabine Buis
Sabine Buis (* 15. September 1970 in Aubenas) ist eine französische Politikerin. Sie ist seit 2012 Abgeordnete der Nationalversammlung.
Buis wuchs im Ardèche auf, studierte danach in Grenoble und erwarb einen Masterabschluss in Wirtschaftswissenschaften. Sie arbeitete einige Zeit in Grenoble und unterrichtete dann an einem Gymnasium in ihrem Heimatort Aubenas. 1998 trat sie in die Parti socialiste ein. Für diese gelang ihr 2010 der Einzug in den Regionalrat der Region Rhône-Alpes. Bei den Parlamentswahlen 2012 trat sie im dritten Wahlkreis des Départements Ardèche an und wurde mit ihrem Wahlerfolg die erste weibliche Abgeordnete des Départements überhaupt.